# Rhodomyrtus
Rhodomyrtus es un género con 17 especies de plantas con flores de la familia Myrtaceae. Es originario de las regiones tropicales y subtropicales de Asia y sudoeste del Pacífico.

## Especies
- Rhodomyrtus effusa Guymer, Austrobaileya 3: 382 (1991).
- Rhodomyrtus elegans (Blume) A.J.Scott, Kew Bull. 33: 320 (1978).
- Rhodomyrtus kaweaensis N.Snow, Austrobaileya 7: 331 (2006).
- Rhodomyrtus lanata Guymer, Austrobaileya 3: 384 (1991).
- Rhodomyrtus locellata (Guillaumin) Burret, Notizbl. Bot. Gart. Berlin-Dahlem 15: 496 (1941).
- Rhodomyrtus macrocarpa Benth., Fl. Austral. 3: 273 (1867).
- Rhodomyrtus mengenensis N.Snow, Austrobaileya 7: 333 (2006).
- Rhodomyrtus montana Guymer, Austrobaileya 3: 386 (1991).
- Rhodomyrtus obovata C.T.White, J. Arnold Arbor. 32: 148 (1951).
- Rhodomyrtus pervagata Guymer, Austrobaileya 3: 380 (1991).
- Rhodomyrtus pinnatinervis C.T.White, J. Arnold Arbor. 23: 90 (1942).
- Rhodomyrtus psidioides (G.Don) Benth., Fl. Austral. 3: 272 (1867).
- Rhodomyrtus salomonensis (C.T.White) A.J.Scott, Kew Bull. 33: 321 (1978).
- Rhodomyrtus sericea Burret, Notizbl. Bot. Gart. Berlin-Dahlem 15: 497 (1941).
- Rhodomyrtus surigaoensis Elmer, Leafl. Philipp. Bot. 7: 2344 (1914).
- Rhodomyrtus tomentosa (Aiton) Hassk., Flora 25(Beibl.): 35 (1842).
- Rhodomyrtus trineura (F.Muell.) Benth., Fl. Austral. 3: 272 (1867).